# 김포공항역
김포공항역(金浦空港驛, Gimpo International Airport station)은 대한민국 서울특별시 강서구 방화동, 공항동에 있는 수도권 전철 5호선, 서울 지하철 9호선, 인천국제공항철도, 김포 도시철도, 수도권 전철 서해선의 환승역이다. 서울 지하철 9호선은 이 역부터 중앙보훈병원역까지 지하 구간이다. 인천국제공항철도는 굴포천 하저터널로 계양역과 연결된다. 인천국제공항철도는 이 역부터 마곡나루역까지 지하 구간이다. 김포 도시철도는 이 역부터 구래역까지 지하 구간이다. 김포 도시철도는 심야에 3편성이 주박한다. 김포 도시철도는 동부간선수로, 서부간선수로, 경인아라뱃길 하저터널로 고촌역과 연결된다. 수도권 전철 서해선은 이 역부터 신현역까지 지하 구간이다.
김포국제공항의 국내선 청사와 국제선 청사의 사이에 위치한다.

## 연혁
- 1996년 3월 20일: 서울 지하철 5호선 (방화~까치산) 구간 및 마곡(홈&쇼핑)역 개통과 함께 영업 개시
- 2007년 3월 23일: 인천국제공항철도 (김포공항~인천국제공항) 구간 개통과 함께 환승역이 됨
- 2009년 7월 24일: 서울 지하철 9호선 (개화~신논현) 구간 및 마곡나루(서울식물원)역 개통과 함께 3개 노선 환승역이 됨
- 2010년 12월 29일: 인천국제공항철도 2단계(김포공항~서울) 구간 개통과 함께 중간역이 됨과 동시에 직통열차 무정차 통과
- 2014년 3월 26일: 김포 도시철도 착공
- 2015년 12월 22일: 수도권 전철 서해선(대곡-소사선) 착공[4]
- 2019년 9월 28일: 김포 도시철도 (김포공항~양촌(디원시티)역) 구간 개통과 함께 4개 노선 환승역이 됨
- 2023년 7월 1일: 수도권 전철 서해선 개통과 함께 5개 노선 환승역이 됨[5]
- 2026년 3월 31일: 대곡~홍성 서해선 KTX 개통 예정

## 역 구조
수도권 전철 5호선 역사는 지하 3층, 김포 도시철도와 서울 지하철 9호선, 인천국제공항철도 역사는 지하 4층 규모 지하역이다. 출구는 총 4개가 있다.
두 역사간 구조 차이로 수도권 전철 5호선 역사의 지하2층, 서울 지하철 9호선·인천국제공항철도 역사의 지하 2층이 동일 평면에 위치한다. 연결 통로는 운임 지역 밖에서 수도권 전철 5호선 지하 2층, 서울 지하철 9호선·인천국제공항철도 지하 1층을 잇는 한 곳, 운임 지역 내에서는 수도권 전철 5호선 상하행선 승강장과 서울 지하철 9호선·인천국제공항철도 지하 2층 대합실, 지하 3층 승강장을 잇는 두 곳으로 총 세 곳이 있다.

### 수도권 전철 5호선승강장
2면 2선의 곡선 상대식 승강장이 있는 지하역이며, 스크린도어가 노후화로 인하여 2018년 1월 29일부터 교체공사를 개시, 같은 해 4월 15일에 새로운 스크린도어 설치가 완료되었다. 곡선으로 휘었기 때문에, 열차와 승강장 사이가 넓으므로 승, 하차시 발이 빠지지 않도록 주의하여야 한다.
| 개화산 ↑ |
| \| 상    |
| ↓ 송정   |

| 상행 | ● 수도권 전철 5호선 | 개화산 · 방화 방면                                              |
| 하행 | ● 수도권 전철 5호선 | 화곡 · 까치산 · 목동 · 여의도 · 광화문 · 하남검단산 · 마천 방면 |

### 서울 지하철 9호선·인천국제공항철도승강장
두 노선은 역사 및 승강장을 공유하며, 선로가 방향별 입체교차되어 입선하기 때문에 평면 환승이 가능하다. 환승 게이트 없이 요금 정산 게이트가 붙어 있으며, 승강장에서 나갈 때를 기준으로 좌측은 인천국제공항철도, 우측은 서울 지하철 9호선의 게이트이다.
현재는 지하 3층 승강장을 중앙보훈병원·서울역 방면(상행) 승강장으로 운영하고, 지하 4층 승강장을 개화·인천공항2터미널 방면(하행) 승강장으로 운영한다.
인천국제공항철도의 경우 2단계 구간 개통 전에는 지하 3층 승강장을 일반열차 승강장으로, 지하 4층 승강장을 직통열차 승강장으로 사용하였으며, 2단계 구간 시운전 개시 이후 일반열차와 직통열차의 구분 없이 방향 별로 승강장을 사용한다.
지하 3층이 2면 3선 규모 혼합식 승강장, 지하 4층은 1면 2선 섬식 승강장이다. 지하 3층 북쪽에 위치한 9호선 승강장은 현재 사용하지 않으며, 남쪽에 있는 1면만을 9호선, 인천국제공항철도가 같이 사용한다. 9호선 급행열차는 이 역에서 시·종착한다. 두 노선 모두 스크린도어가 설치되어 있다.
| 계양(공항철도)/개화(9호선)           |
| ２ \|                                |
| 마곡나루(공항철도)↓/↓공항시장(9호선) |

| ↑계양(공항철도)/개화(9호선)↑       |
| １ \|                              |
| 마곡나루(공항철도)/공항시장(9호선) |

### 김포 도시철도승강장
2면 2선 상대식 승강장이다.승강장에는 스크린도어가 설치되어 있다.
| 고촌 ↑    |
| \| 상     |
| 시·종착역 |

| 상행 | ● 김포 도시철도 | 양촌 방면 |
| 하행 | ● 김포 도시철도 | 당역 종착 |

### 수도권 전철 서해선승강장(지하5층)
2면 2선의 상대식 승강장이므로, 통근형 전동차를 비롯해서, KTX-이음 열차도 정차할 수 있도록 다중 슬라이드형 안전문이 설치되었다.
| ↑ 능곡 |
| \| 하  |
| 원종 ↓ |

| 상행 | ● 수도권 전철 서해선 | 능곡 · 대곡 · 일산 방면            |
| 하행 | ● 수도권 전철 서해선 | 소사 · 초지 · 시흥시청 · 원시 방면 |

## 영어 역명
1996년 3월 20일 개통 당시에는 로마자 표기법 개정 전이었기 때문에 Kimp'o Int'l Airport였다. 그 후 2000년에 로마자 표기법이 개정되면서 Gimpo Int'l Airport로 바뀌었다. 그 후 2001년 3월 29일에 인천국제공항이 개항되면서 김포공항이 국내선 전용 공항으로 바뀌어 Gimpo Airport로 변경되었으나, 비즈니스를 목적으로 김포공항이 2003년 11월 30일 도쿄 하네다 국제공항 간의 국제선 업무를 다시 시작하게 되어 Gimpo Int'l Airport로 환원되었다.

## 역 주변
| 나가는 곳 | 방면 |
| --------- | --- |
| 1         | 한국관광공사 국내선청사 국내선주차장 김포공항경찰대공항안전본부 우리들병원 항공지원센터                            |
| 2         | 개화119안전센터 KB국민은행 도심공항터미널 스카이시티 주차장                                                        |
| 3         | 롯데백화점 김포공항점 롯데몰 김포공항점 롯데시티호텔 롯데시네마 김포공항 롯데쇼핑몰 롯데마트 김포공항점 스카이파크 |
| 4         | 김포공항 롯데백화점 김포공항점                                                                                     |

## 사진

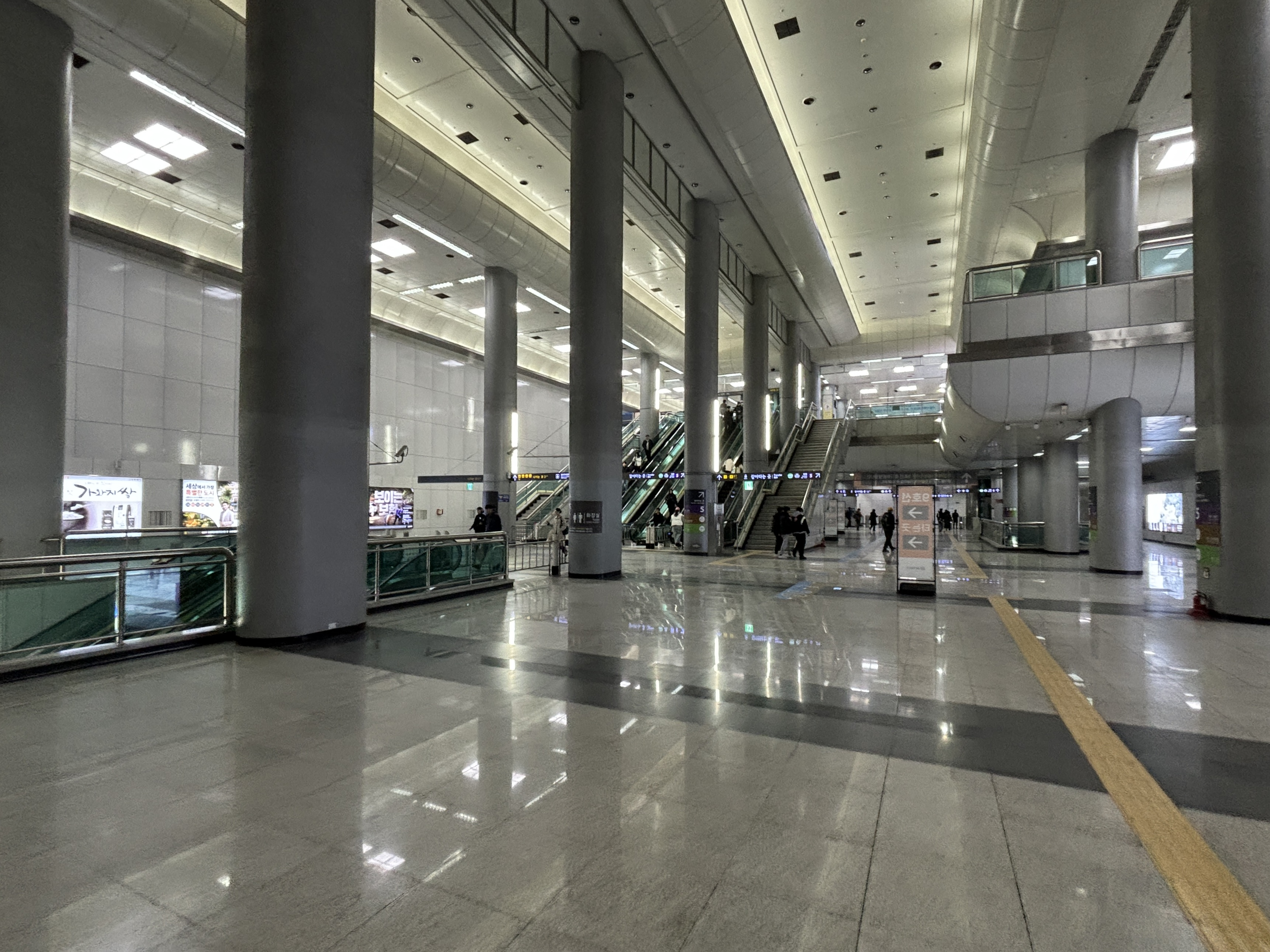
만남의광장
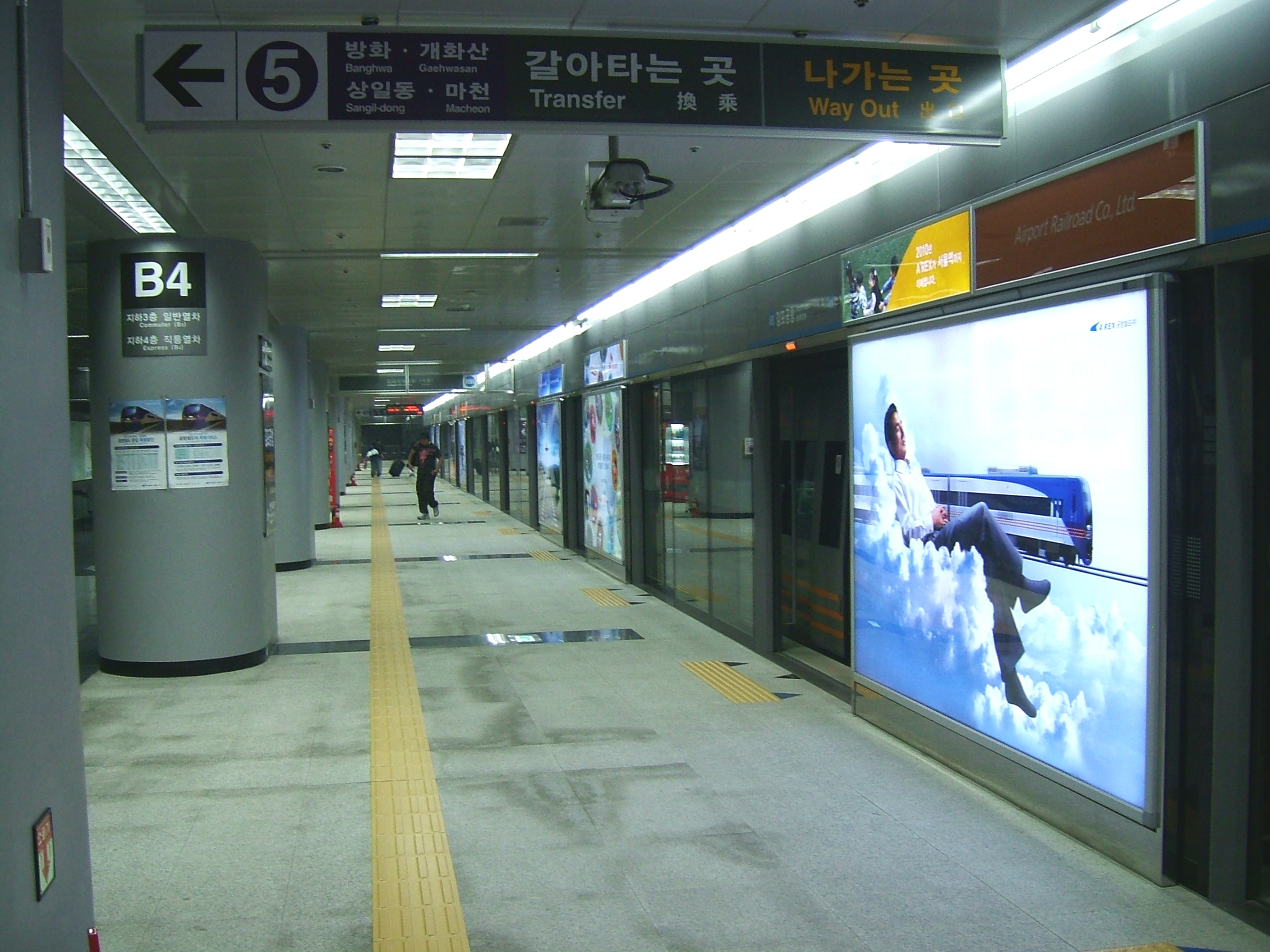
2단계 구간 개통 전 인천국제공항철도 직통 승강장(현 인천국제공항2터미널 방면 승강장)
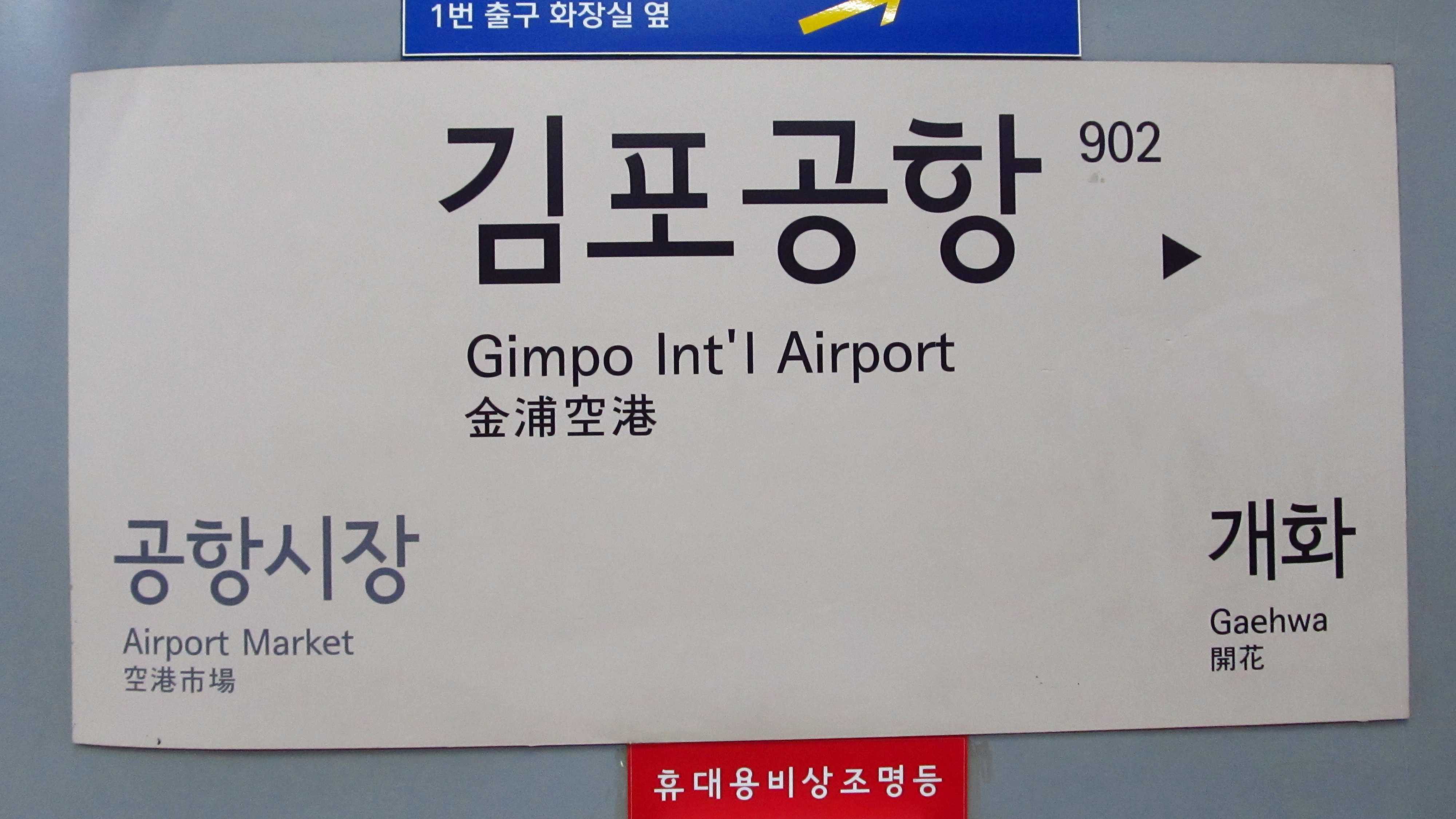
9호선 역명판
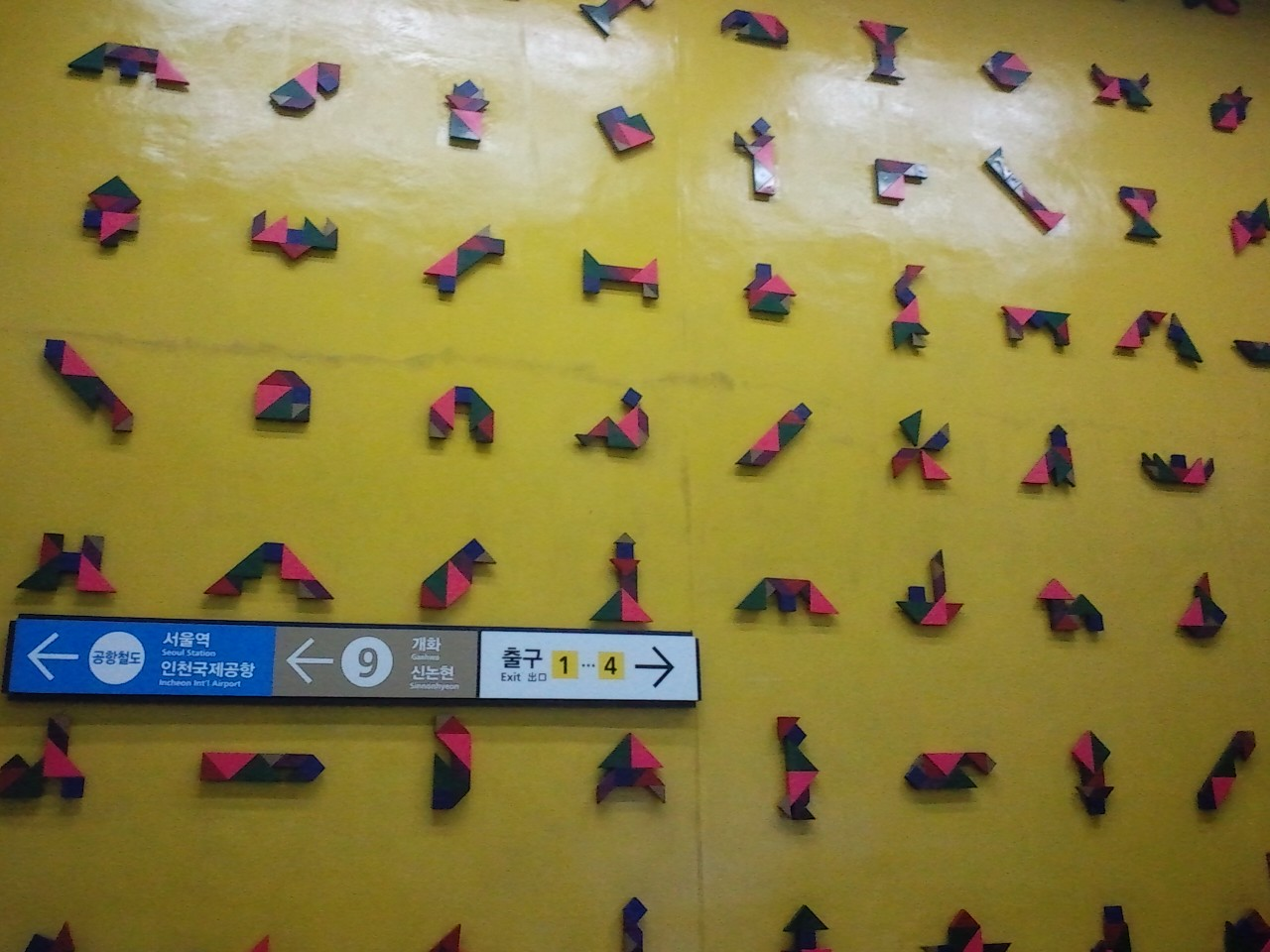
5호선 벽화
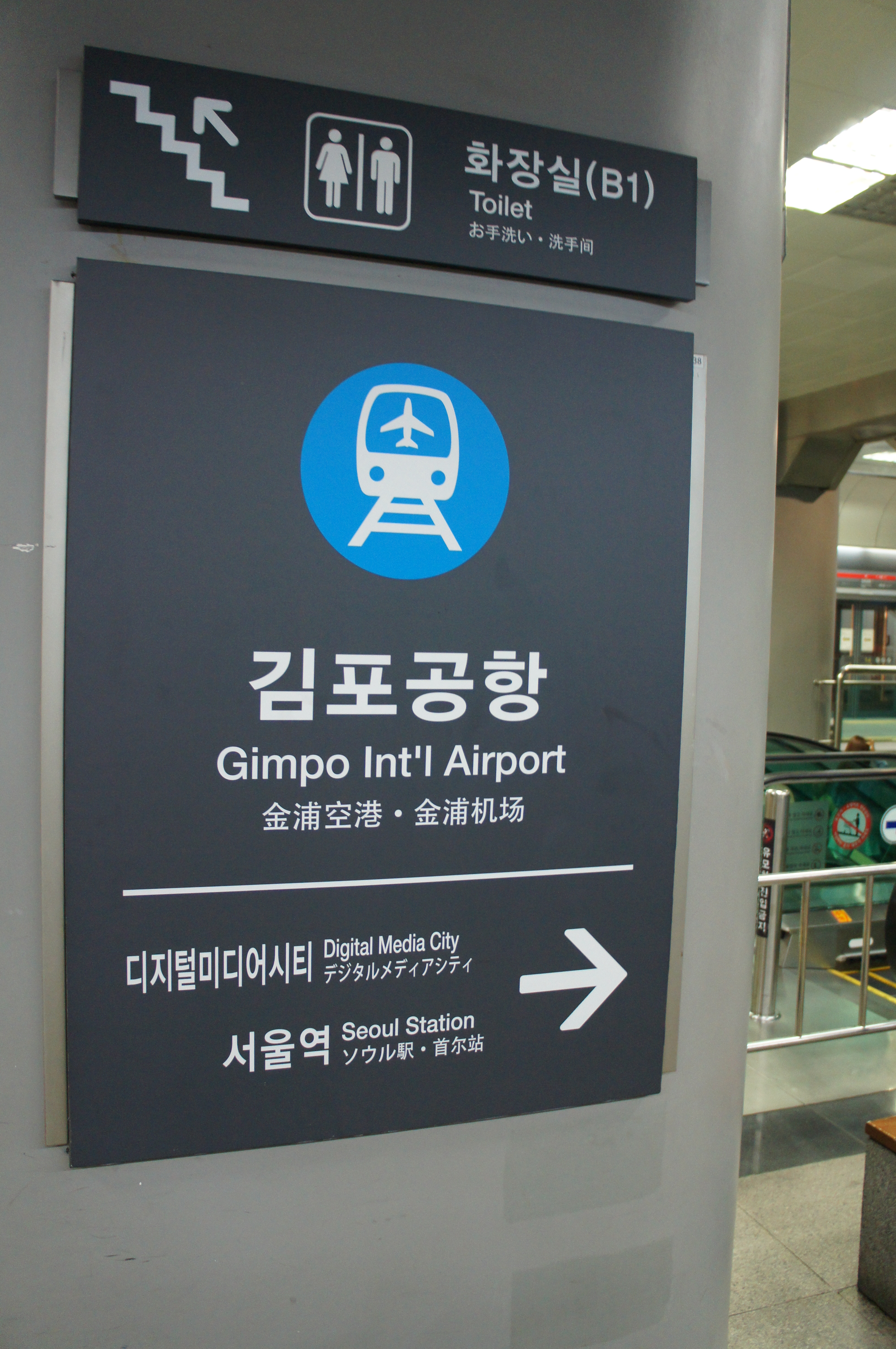
인천공항철도 역명판
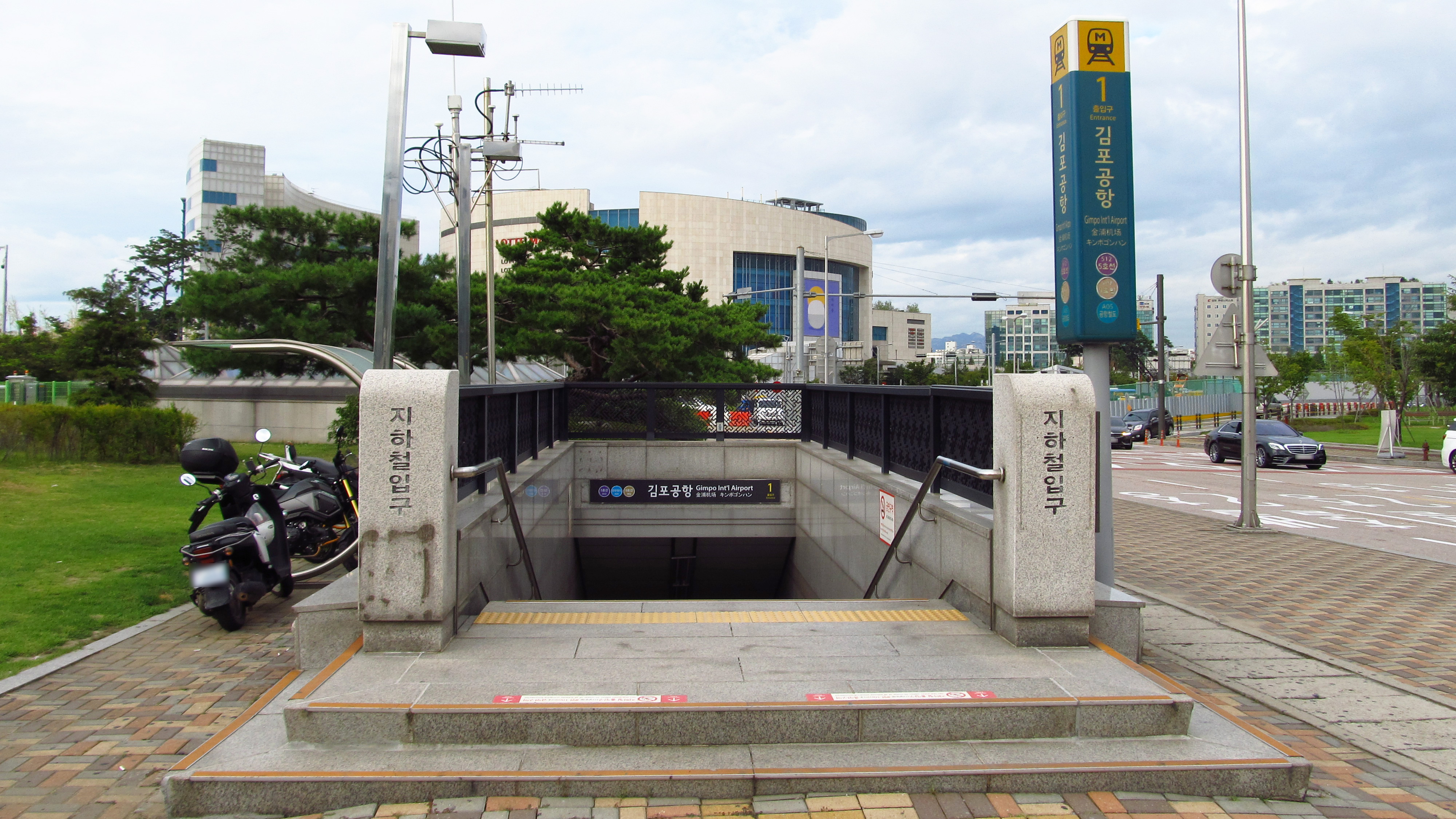
1번 출구
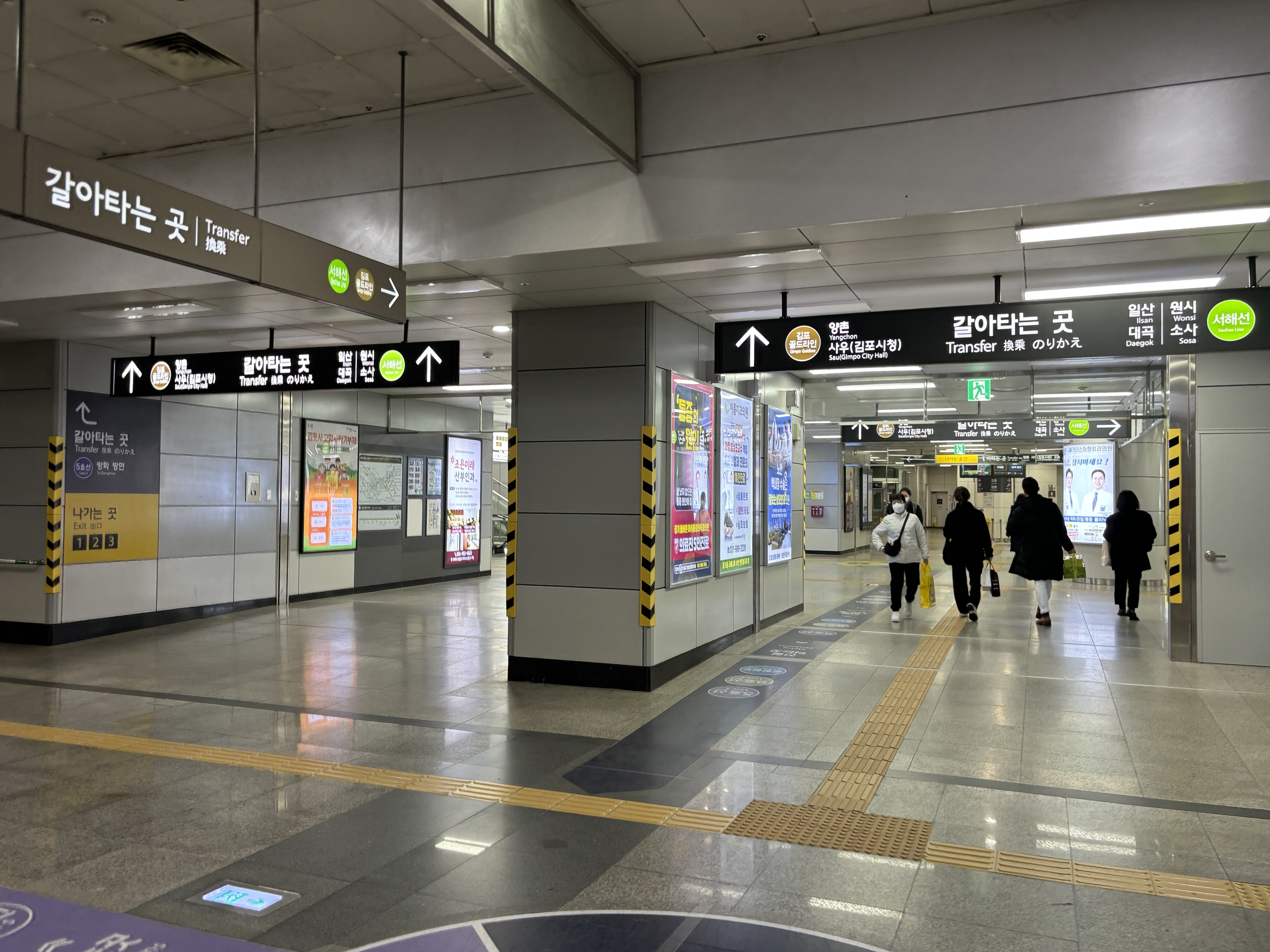
서해선 광역전철 게이트
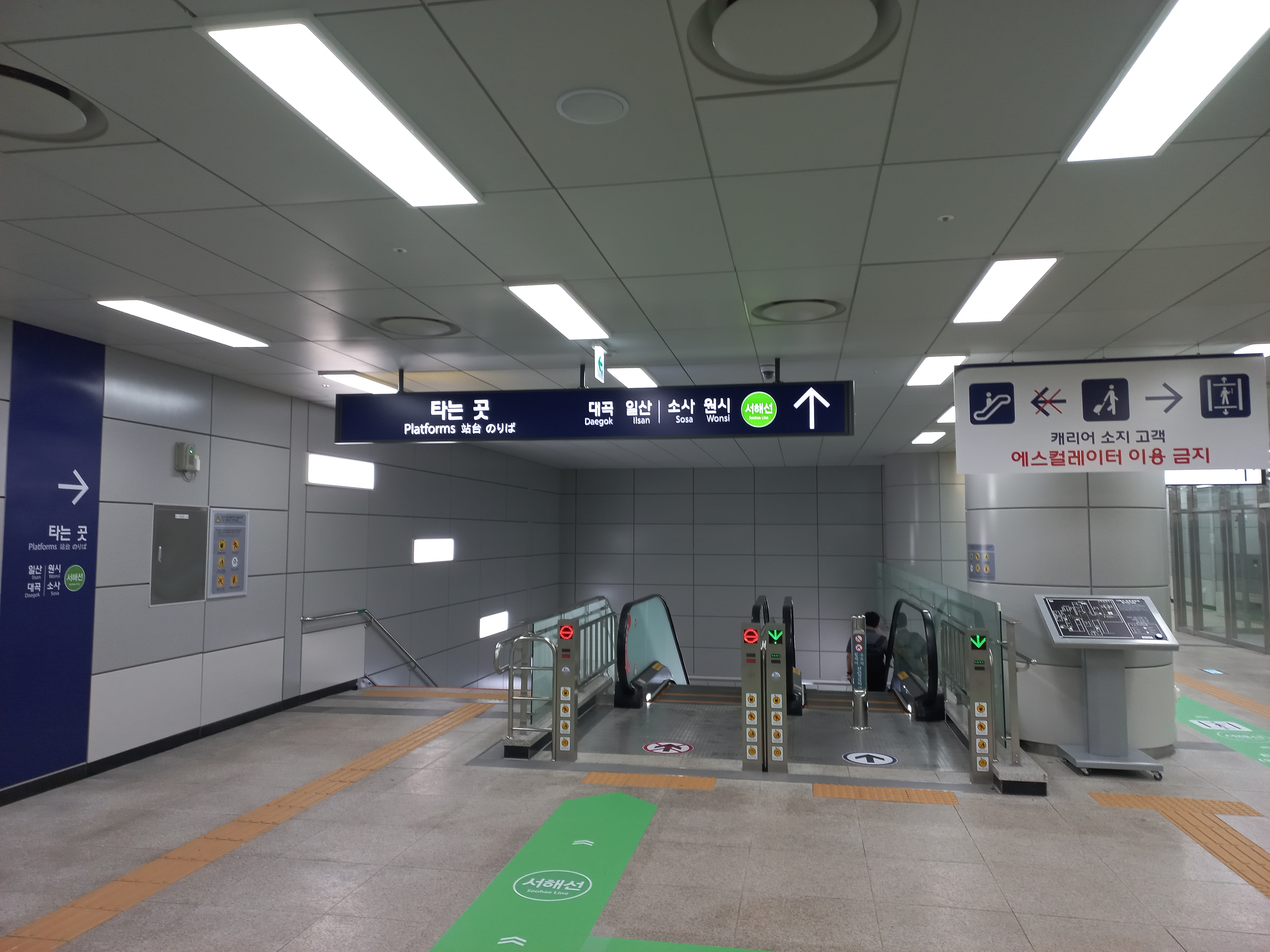
서해선 광역전철 환승통로
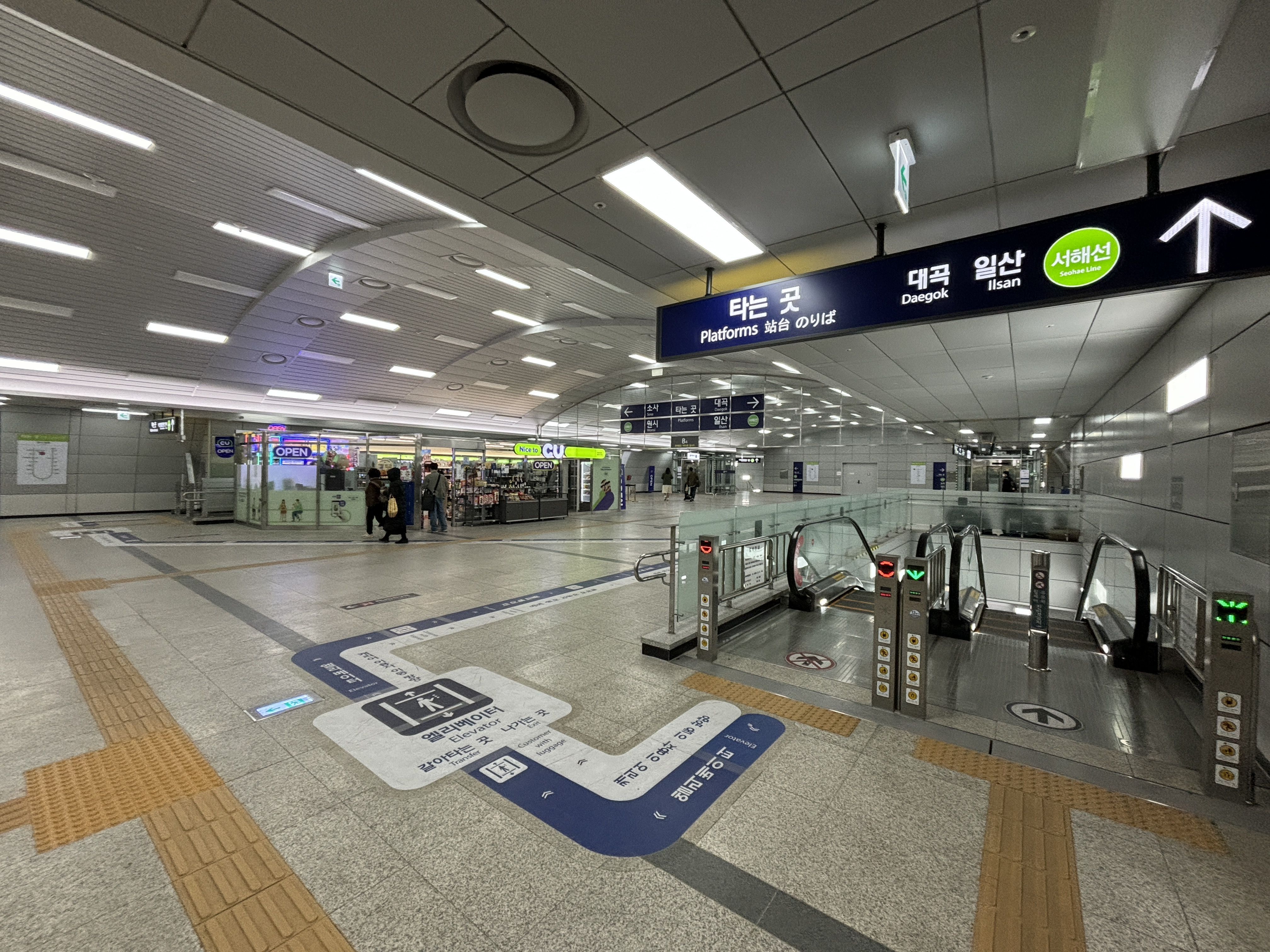
서해선 만남의광장(지하4층)
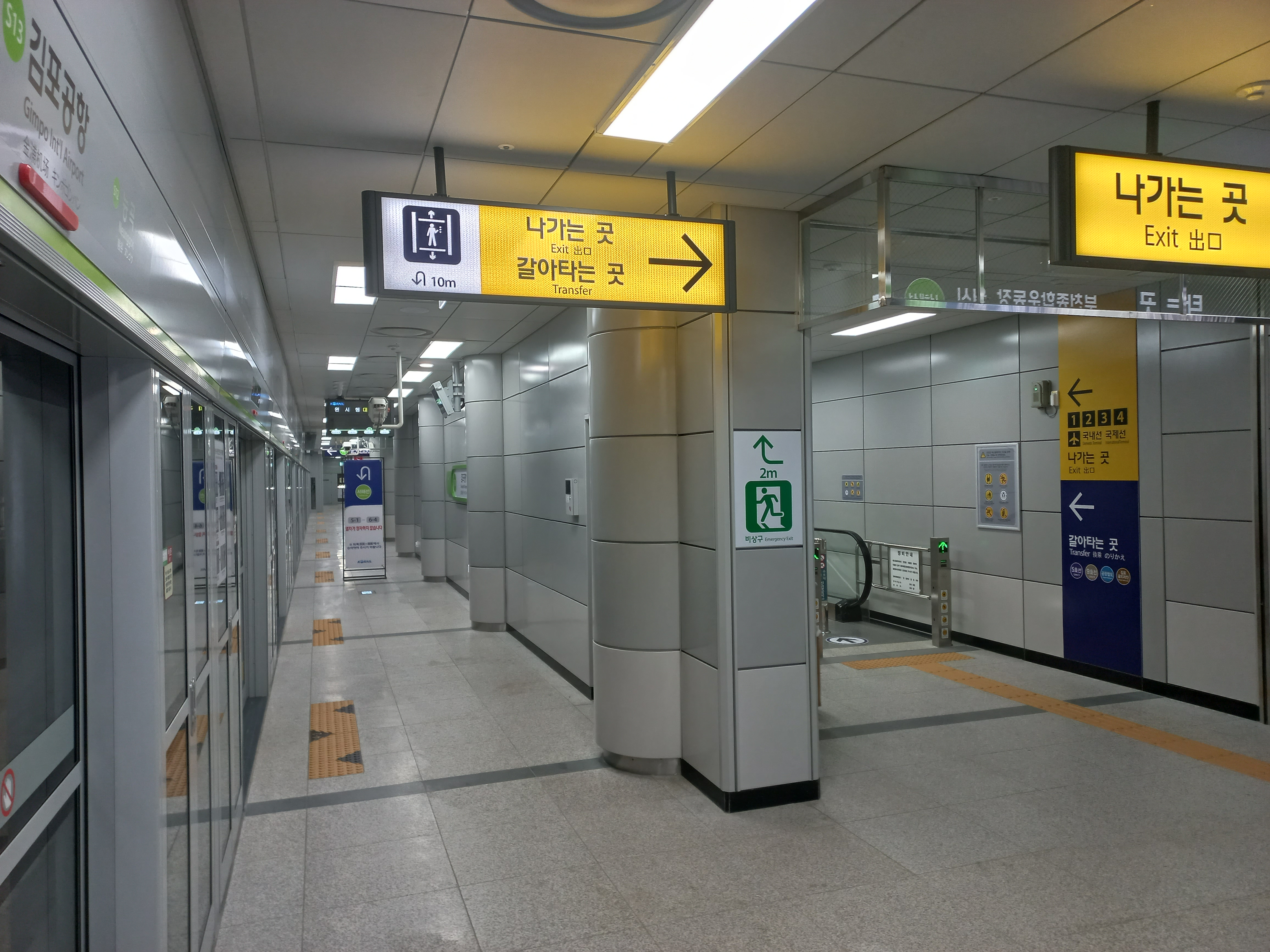
서해선 승강장2
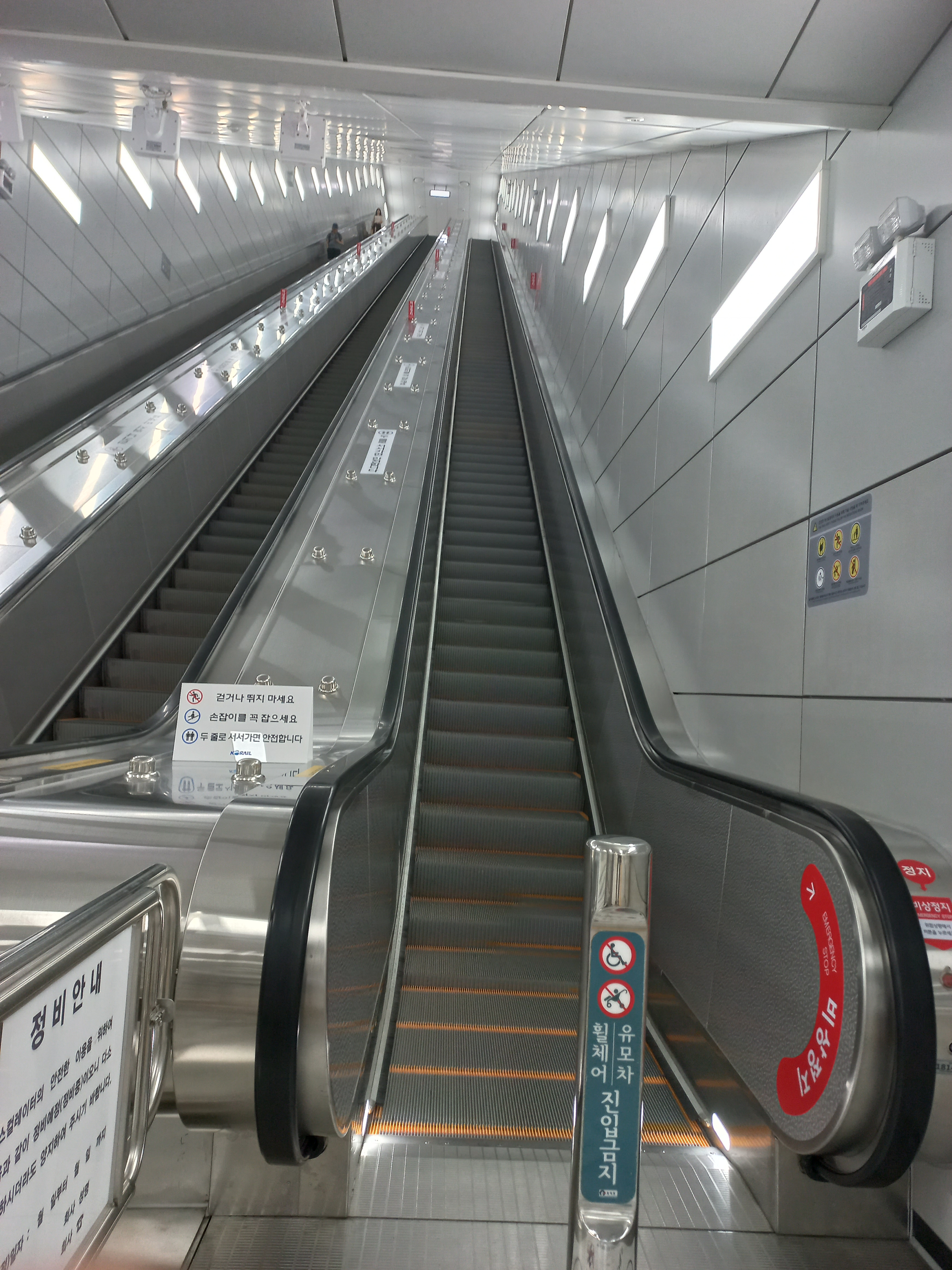
환승 에스컬레이터 (높이 83M)
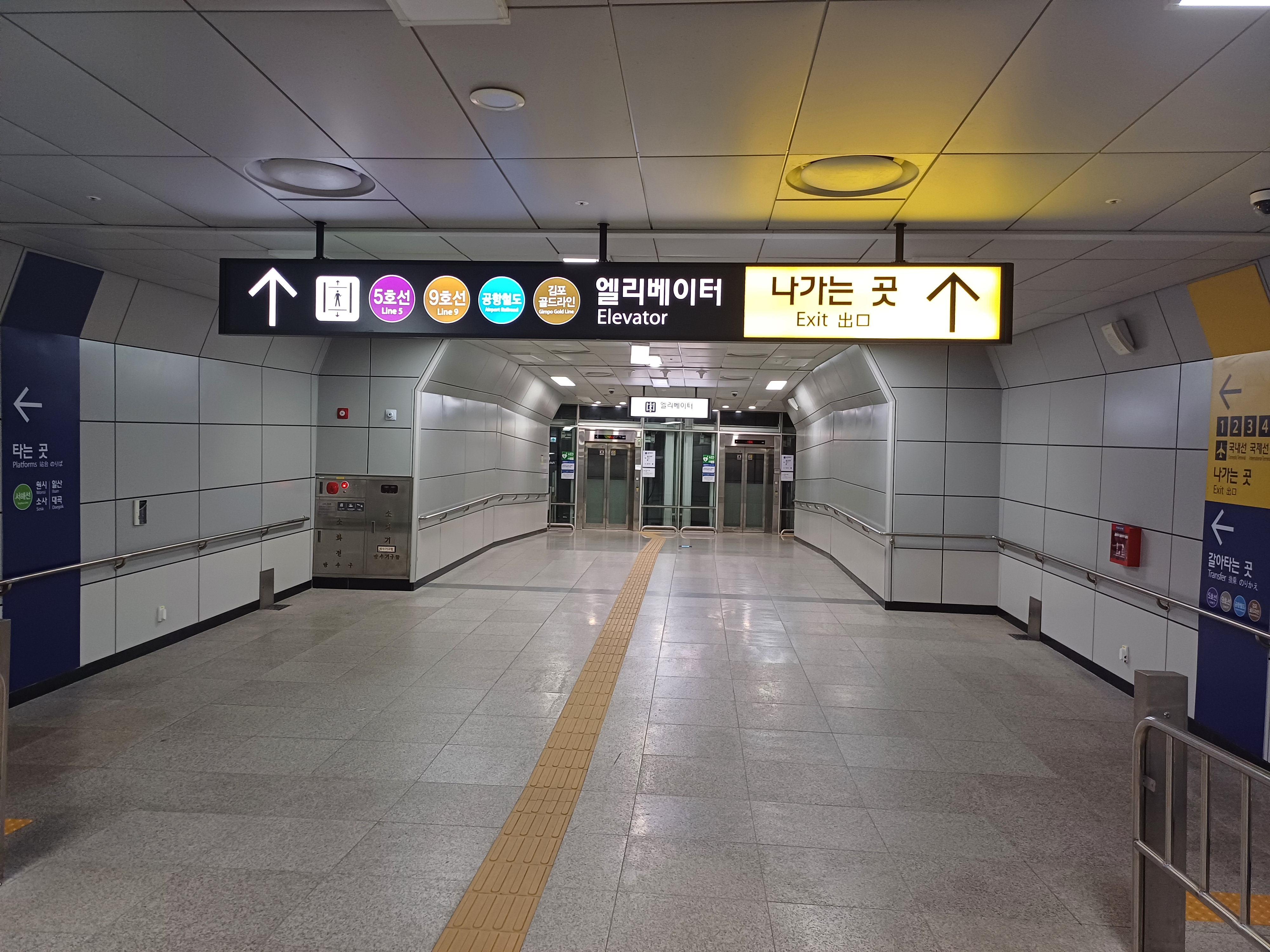
김포공항역 엘리베이터
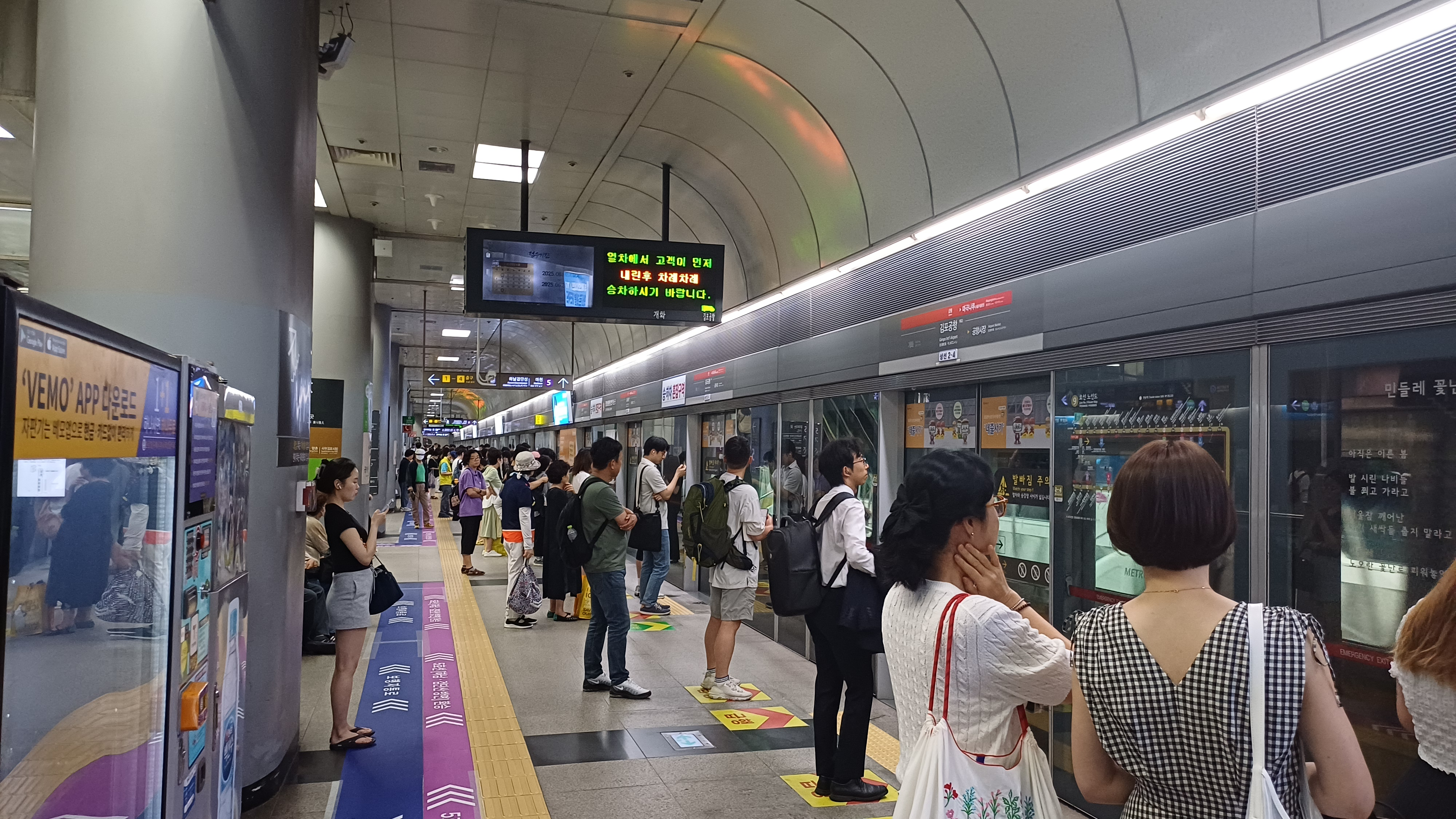
9호선 승강장 2

## 사건 사고

### 스크린도어 끼임 사망 사고
2016년 10월 19일 이 역 5호선 승강장에서 하차하던 승객이 열차와 스크린도어 사이에 끼어 사망하는 사고가 발생하였다.

## 이용객 변동
9호선의 2009년 자료는 개통일인 2009년 7월 24일부터 12월 31일까지인 161일치만이, 공항철도의 2007년 자료는 개통일인 2007년 3월 23일부터 12월 31일까지인 284일치만이 반영된 것이다.
| 노선     | 노선   | 일평균 인원수 (명/일) | 일평균 인원수 (명/일) | 일평균 인원수 (명/일) | 일평균 인원수 (명/일) | 일평균 인원수 (명/일) | 일평균 인원수 (명/일) | 일평균 인원수 (명/일) | 일평균 인원수 (명/일) | 일평균 인원수 (명/일) | 일평균 인원수 (명/일) | 각주  |
| 노선     | 노선   | 2000년                | 2001년                | 2002년                | 2003년                | 2004년                | 2005년                | 2006년                | 2007년                | 2008년                | 2009년                | 각주  |
| -------- | ------ | --------------------- | --------------------- | --------------------- | --------------------- | --------------------- | --------------------- | --------------------- | --------------------- | --------------------- | --------------------- | ----- |
| 5호선    | 승차   | 15,156                | 11,671                | 8,983                 | 10,253                | 9,812                 | 9,309                 | 9,138                 | 11,210                | 12,443                | 11,662                | [ 7 ] |
| 5호선    | 하차   | 14,378                | 10,855                | 8,584                 | 10,051                | 9,817                 | 9,244                 | 8,959                 | 10,859                | 12,075                | 11,569                | [ 7 ] |
| 5호선    | 승하차 | 29,534                | 22,526                | 17,567                | 20,304                | 19,629                | 18,552                | 18,097                | 22,068                | 24,518                | 23,231                | [ 7 ] |
| 9호선    | 승차   | 미개통                | 미개통                | 미개통                | 미개통                | 미개통                | 미개통                | 미개통                | 미개통                | 미개통                | 9,591                 | [ 8 ] |
| 9호선    | 하차   | 미개통                | 미개통                | 미개통                | 미개통                | 미개통                | 미개통                | 미개통                | 미개통                | 미개통                | 8,740                 | [ 8 ] |
| 공항철도 | 승차   | 미개통                | 미개통                | 미개통                | 미개통                | 미개통                | 미개통                | 미개통                | 3,218                 | 5,264                 | 6,781                 | [ 9 ] |
| 공항철도 | 하차   | 미개통                | 미개통                | 미개통                | 미개통                | 미개통                | 미개통                | 미개통                | 3,499                 | 5,618                 | 6,979                 | [ 9 ] |
| 노선     | 노선   | 일평균 인원수 (명/일) | 일평균 인원수 (명/일) | 일평균 인원수 (명/일) | 일평균 인원수 (명/일) | 일평균 인원수 (명/일) | 일평균 인원수 (명/일) | 일평균 인원수 (명/일) | 일평균 인원수 (명/일) | 일평균 인원수 (명/일) | 각주                  |       |
| 노선     | 노선   | 2010년                | 2011년                | 2012년                | 2013년                | 2014년                | 2015년                | 2016년                | 2017년                | 2018년                | 각주                  |       |
| 5호선    | 승차   | 11,580                | 7,166                 | 8,749                 | 8,451                 | 8,327                 | 7,636                 | 7,655                 | 7,868                 | 8,240                 | [ 7 ]                 |       |
| 5호선    | 하차   | 11,514                | 7,367                 | 8,485                 | 7,972                 | 7,590                 | 6,802                 | 6,690                 | 6,840                 | 7,160                 | [ 7 ]                 |       |
| 5호선    | 승하차 | 23,094                | 14,534                | 17,234                | 16,423                | 15,917                | 14,438                | 14,345                | 14,708                | 15,400                | [ 7 ]                 |       |
| 9호선    | 승차   | 10,989                | 14,339                | 19,090                | 20,756                | 21,595                | 21,799                | 22,595                | 23,735                | 24,370                | [ 8 ]                 |       |
| 9호선    | 하차   | 10,717                | 14,620                | 19,972                | 21,375                | 22,399                | 23,504                | 24,720                | 25,982                | 26,635                | [ 8 ]                 |       |
| 공항철도 | 승차   | 10,036                | 33,844                | 25,704                | 31,630                | 34,401                |                       |                       | [ 9 ]                 |                       |                       |       |
| 공항철도 | 하차   | 10,192                | 33,541                | 28,211                | 32,182                | 35,088                |                       |                       | [ 9 ]                 |                       |                       |       |

## 인접한 역
| 서울 지하철 5호선 본선    | 서울 지하철 5호선 본선   | 서울 지하철 5호선 본선          |
| ------------------------- | ------------------------ | ------------------------------- |
| 511 개화산 방화 방면      | ● 수도권 전철 5호선      | 513 송정 하남검단산 · 마천 방면 |
| 서울 지하철 9호선         |                          |                                 |
| 시·종착역                 | ● 서울 지하철 9호선 급행 | 905 마곡나루 중앙보훈병원 방면  |
| 901 개화 방면             | ● 서울 지하철 9호선 일반 | 903 공항시장 중앙보훈병원 방면  |
| 인천국제공항선            |                          |                                 |
| A042 마곡나루 서울역 방면 | ● 인천국제공항철도 일반  | A06 계양 인천공항2터미널 방면   |
| 김포 도시철도             |                          |                                 |
| G108 고촌 양촌 방면       | ● 김포 도시철도          | 시·종착역                       |
| 수도권 전철 서해선        |                          |                                 |
| S12 능곡 일산 방면        | ● 수도권 전철 서해선     | S14 원종 원시 방면              |

## 같이 보기
- 추전역
- 만덕역
- 도아이역
- 판교역
- 리오넬 그루역